# Cunonia nervosa
Cunonia nervosa är en tvåhjärtbladig växtart som beskrevs av Hoogland. Cunonia nervosa ingår i släktet Cunonia och familjen Cunoniaceae. Inga underarter finns listade i Catalogue of Life.